# Ob sotočju, Ljubljana
Ob sotočju je ena izmed ulic v Ljubljani.

## Urbanizem
Ulica je sestavljena iz treh krakov, ki potekajo vzporedno drug na drugega. Južni krak je slepi krak, ki se navezuje na Parmsko cesto. Srednji krak, ki je najdaljši, povezuje Parmsko cesto in se konča na križišču s Kajuhovo in Miklavčevo ulico. Severni krak povezuje Parmsko cesto in Štepanjsko nabrežje; slednje tudi prečka srednji krak.